# Philodendron mesae
Philodendron mesae är en kallaväxtart som beskrevs av George Sydney Bunting. Philodendron mesae ingår i släktet Philodendron och familjen kallaväxter. Inga underarter finns listade.